# Фастовский полк
Фастовский полк — военно-административная единица Его Королевской Милости Войска Запорожского, в Речи Посполитой, с полковой столицей в городе Фастов, созданная в 1685 году.

## История
Из летописей, поселение Фастов (прежде Хвастов), известно с конца XV столетия, он многократно подвергался разорениям и опустошениям, то от татар, то от казаков и поляков, и после захвата поляками Киевщины оказался в Польской Руси, как местечко Киевского воеводства и повета. 
Фастовский полк был создан для защиты от гайдамаков по привилею польского короля Яна III Собесского, в 1685 году в честь участия казаков в Венской битве, хотя есть упоминания, что полк под названием «Фастовский» существовал ещё в 1651 — 1654 годах и его полковником был Пётр Дзык, этого не могло быть так как эта территория и местечко Хвастов входило по реестру в Белоцерковский полк. 
Полковником созданного Хвастовского полка стал Семён Палий, который восстановил полковую организацию на части территорий прежнего Белоцерковского полка.
Семён Палий просил не раз принять его вместе с полком в русское подданство, но получал отказы от русского правительства вследствие его нежелания разрыва мирного договора с Польско-литовской республикой. С 1691 года по 1702 год в состав полка вошла Мотовиловская сотня (сотник И. Сороченко). 
В 1699 году, коронный гетман издал указ о распущении реестровых казаков на Волыни и Брацлавщине, и хвастовские казаки приняли деятельное участие в народном восстании (бунте), начатом С. И. Самусем. 
Полк существовал до 1702 года, когда в ходе восстания Палия реестровые казаки захватили Белую Церковь и перенесли туда полковой центр, восстановив Белоцерковкий полк.
Позже, благодаря изветам Ивана Мазепы, видный деятель правобережной Малороссии, фастовский полковник С. Палей был сослан в Сибирь. В 1709 году Пётр Алексеевич вернул его в звании охочекомонного Белоцерковского полковника.